# Серафим (янгол)
Серафи́м — в християнській традиції найвищий ангельський чин, найбільш наближений до Бога.

## Згадки у Біблії

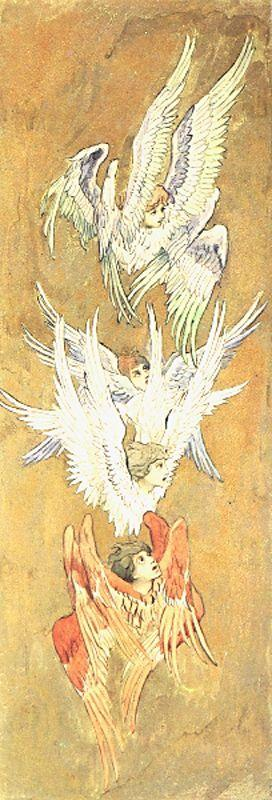
Серафими
(Віктор Васнецов, 1885—1896 роки)

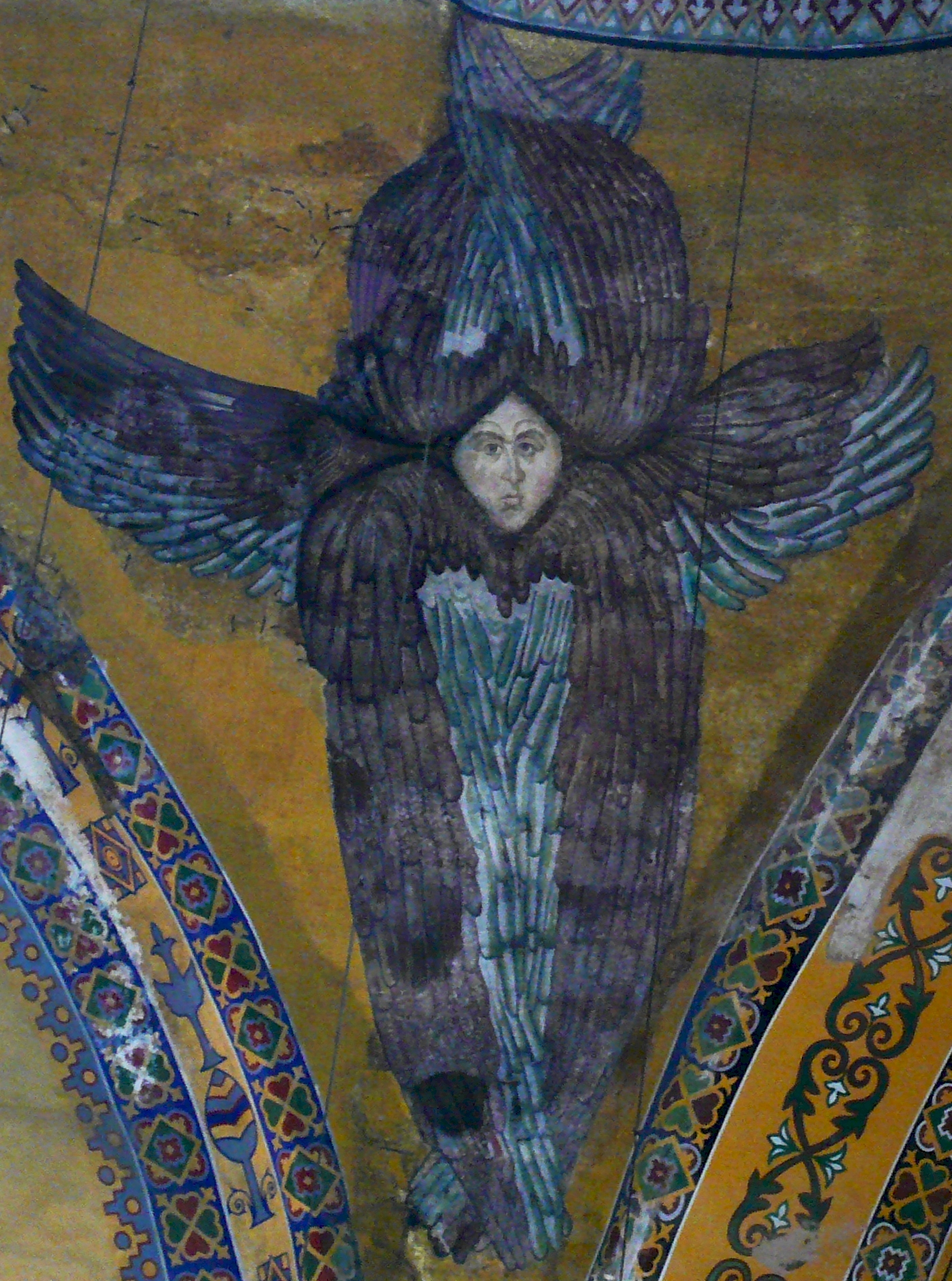
Серафим. Зображення в Соборі Святої Софії, Стамбул

У Біблії слово «Серафим» згадується двічі у книзі пророка Ісаї.
|         | Серафими стояли зверху Його, по шість крил у кожного: двома закривав обличчя своє, і двома закривав ноги свої, а двома літав…І прилетів до мене один з Серафимів, а в руці його вугілля розпалене, яке він узяв щипцями з-над жертовника. |
| — Іс. 6 | |

Давньоєврейське слово «Сараф» має кілька значень:
- палаючий, вогненний
- змій, літаючий змій, змієподібна блискавка
- літаючий дракон або грифон.

Ці значення використовуються в наступних місцях Священного писання:
- «І послав Господь на народ отруйних зміїв, які жалили народ»(Чис. 21:6)
- «І сказав Господь до Мойсея: зроби собі змія і вистав його на прапор»(Чис. 21:8)
- «Не радуйся, земле филистимська, що зламане жезло, який вражав тебе, бо з кореня зміїного вийде гаспид, і плодом його буде летючий дракон»(Іс. 14:29)
- «Аспіди та летючі змії»(Іс. 30:6)

Це ж слово застосував пророк Ісайя до істот, які йому явилися: « І прилетів до мене один з Серафимів, а в руці його вугілля розпалене, яке він узяв щипцями з-над жертовника.» (Іс. 6:6)
Псевдо-Діонісій Ареопагіт у своєму творі «про небесну ієрархію» повідомляє про серафимів наступне:
| … що стосується до найменування Серафимів, то воно ясно показує невпинне та повсякчасне їхнє прагнення до Божественного, їхню гарячковість та швидкість, їхню палку, постійну, неослабну та неухильну стрімкість, — також їхню здатність дійсно возводити нижчих в горішні, пробуджувати та запалювати їх до подібного жару; так само як означає здатність, опалюючи й спалюючи, таким чином очищати їх, — завжди відкриту, невгасиму, постійно однакову, світлоподібну та просвітлювальну силу їх, яка проганяє та нищить будь-яке затьмарення. |